# Decadence
Decadence es una banda de thrash metal fundada en el año 2003 en Estocolmo, Suecia, cuyas letras tratan la decadencia y los problemas personales como el sufrimiento, la depresión y la rabia.

## Historia
Kitty Saric formó parte de una banda llamada Dekapiteria que, dicho en sus propias palabras, nunca arrancó como banda, entonces abandonó el proyecto para unirse a un nuevo grupo que decidió llamar Decadence: «Decadencia para mi significa algo que es mental y físicamente deteriorado. Es el proceso de ir cayendo en una etapa de corrupción y depravamiento. Si le pones mucho cuidado a las letras de Decadence puedes ver señales de todas estas conexiones por todos lados».
En febrero de 2004 realizaron su primer Demo Land of Despair, disponible en cantidades muy limitadas.
Tras algunos cambios en la alineación en el 2004 grabaron su primer álbum titulado Decadence con el cual la banda comenzó a ganar popularidad, pero también tuvieron más cambios en la agrupación como la partida de hasta su entonces baterista Patrik Frögéli, quien fue remplazado por Erik Röjås. Su segundo álbum,The Creature fue lanzado en noviembre del 2005 y para el 2006 Decadence anunció la creación de HTI Records, sello discográfico independiente para poder impulsar y ayudar más a Decadence. En noviembre de ese mismo año lanzaron "3rd Stage of Decay", al siguiente año le sigue una edición de este álbum para Japón y en el 2008 con el apoyo de Massacre Records, lanzaron una tercera edición a nivel mundial.
Antes de completar su álbum Chargepoint, la alineación tuvo nuevos cambios cuando el guitarrista Simon Galle decidió abandonar la banda.
Luego formaron la banda Triton Enigma con la exvocalista Kitty Saric, Thomas Nilsson (guitarra, bajo y teclados) y Ronnie Bergerståhl (guitarra, bajo, perscusión y teclados), que tiene como subgénero el Death thash metal, en 2005 y actualmente activo.

## Discografía
- Land of Despair (Demo, 2004)
- Decadence (2005)
- The Creature (2005)
- 3rd Stage of Decay, primera edición (limitada-2006), segunda edición (Japón-2007) y tercera edición (a nivel mundial-2008)
- Chargepoint, (2009)
- Undergrounder (2017)